# Miguel Pardeza Pichardo
Miguel Pardeza Pichardo és un exfutbolista andalús nascut el 8 de febrer de 1965 a la Palma del Condado, Huelva. Va ser l'únic integrant de la Quinta del Buitre que no era madrileny, i també l'únic que va haver d'abandonar el Reial Madrid per a triomfar. Els seus majors èxits els va assolir amb el Reial Saragossa. Actualment ocupa el càrrec de director esportiu al Reial Madrid CF.

## Trajectòria
Descobert pels representants del Reial Madrid, va formar part del llegendari equip del Castilla que va guanyar la lliga de segona divisió. Alfredo Di Stéfano els puja al primer equip el 1984. Miguel Pardeza juga tres partits. A l'any següent, mentre els seus altres companys comencen a consolidar-se en el primer equip Pardeza retorna al Castilla i l'any següent és cedit al Reial Saragossa.
Pardeza demostra la seva qualitat en l'equip aragonès. Juga 26 partits, marca 5 gols i col·labora en la conquesta de la Copa del Rei, cosa que fa que el Reial Madrid el repesque a l'any següent. Però en el club del Bernabeu la competència és molt dura. Emilio Butragueño, Hugo Sánchez i Valdano ocupen la davantera del Reial Madrid, i el veterà Santillana encara tenia moments de qualitat en les seves aparicions. Valdano sofreix una lesió que li impedeix jugar a mitjan temporada i Pardeza aprofita la seva oportunitat sortint al camp en 25 partits de lliga i marcant altres cinc gols. Aquell any el Reial Madrid guanya la seva segona lliga de les cinc consecutives que va guanyar a la fi dels vuitanta. El millor partit de Pardeza va ser precisament contra el seu ex equip, el Reial Saragossa, al que marca els dos gols del triomf.
En l'acabar la campanya Pardeza decideix abandonar el club per a jugar en el Saragossa, un gran equip, on destaquen el veterà Señor, a més els centrals Juanito i Fraile, o els futurs internacionals, Villarroya i Vizcaino i sobretot el mític davanter uruguaià Rubén Sosa, el qual disputaria la seua darrera temporada a l'equip aragonés.
A poc a poc l'equip aragonès va perfilant un gran equip i un dels seus líders va a ser Miguel Pardeza. Una de les incorporacions més destacades és la del davanter Francisco Higuera, amb qui Pardeza va a formar una davantera mítica de l'esquadra blanca.
La temporada 1990/91 l'equip va viure el seu pitjor moment; es classifica en el lloc 17é i ha de jugar la promoció per a no baixar. Però en aquesta difícil temporada arriba al primer equip l'entrenador de la terra Víctor Fernández. Amb un sistema de joc molt ofensiu i brillant aconsegueix revolucionar un Saragossa que va a viure una de les seves èpoques més destacades, en les quals Pardeza va a col·laborar. En 1990 i després de la retirada del mític Juan Señor es converteix en el capità de l'equip, i tot i els grans jugadors que arribenr a l'equip, el petit Pardeza sempre va a tenir un lloc destacat.
En 1993, el Saragossa aconsegueix un tercer lloc, a més de perdre la final de copa del 93 enfront del Reial Madrid, però venç en la de 1994, i a l'any següent s'assoleix la victòria en la Recopa enfront de l'Arsenal.
Pardeza també fa un curta trajectòria com futbolista a Mèxic amb el Puebla FC on es retira.
Amb la selecció Pardeza va tenir poques oportunitats, el lloc de segon davanter va ser monopolitzat pel seu ex company i amic Emilio Butragueño, tanmateix va ser cinc vegades internacionals i va ser convocat en el mundial d'Itàlia 90, on van estar tots els membres de la Quinta del Buitre, però Pardeza no va tenir cap oportunitat.
Fins al 25 de maig del 2008, a més de ser secretari tècnic del Saragossa, col·laborava amb la seva docta opinió en la premsa escrita. Al juny d'eixe any, quan l'equip baixa a Segona, presenta la seva dimissió abandonant el club.
L'1 de juny de 2009 va ser nomenat Director Esportiu del Reial Madrid CF, després que Florentino Pérez aconseguís la presidència del club blanc.

## Clubs
| Club                                | Lliga     | Any       |
| ----------------------------------- | --------- | --------- |
| Reial Madrid (categories inferiors) | Espanyola | 1979-1982 |
| Reial Madrid Castella               | Espanyola | 1982-1983 |
| Reial Madrid                        | Espanyola | 1983-1984 |
| Reial Madrid Castella               | Espanyola | 1984-1985 |
| Reial Saragossa (cedit)             | Espanyola | 1985-1986 |
| Reial Madrid                        | Espanyola | 1986-1987 |
| Reial Saragossa                     | Espanyola | 1987-1997 |
| Puebla FC                           | Mexicana  | 1997-1998 |

## Títols
| Títol                     | Club            | Any       |
| ------------------------- | --------------- | --------- |
| Primera Divisió d'Espanya | Reial Madrid    | 1986-1987 |
| Copa del Rei              | Reial Saragossa | 1985-1986 |
| Copa del Rei              | Reial Saragossa | 1993-1994 |
| Recopa d'Europa           | Reial Saragossa | 1994-1995 |